# Listă de villae rusticae din România
Aceasta este o listă de villae rusticae regăsite pe teritoriul României.
| Villa rustica de la  | Suprafață (ha) | Unitate administrativă | Provincie modernă | Județ                   |
| -------------------- | -------------- | ---------------------- | ----------------- | ----------------------- |
| Agighiol             |                | Moesia Inferior        | Dobrogea          | Județul Tulcea          |
| Albești              |                | Moesia Inferior        | Dobrogea          | Județul Constanța       |
| Apoldu de Sus        |                | Dacia Apulensis        | Transilvania      | Județul Sibiu           |
| Batiz                |                | Dacia Apulensis        | Transilvania      | Județul Hunedoara       |
| Beriu                |                | Dacia Apulensis        | Transilvania      | Județul Hunedoara       |
| Bobâlna              |                | Dacia Apulensis        | Transilvania      | Județul Hunedoara       |
| Boholt               |                | Dacia Apulensis        | Transilvania      | Județul Hunedoara       |
| Breazova             |                | Dacia Apulensis        | Transilvania      | Județul Hunedoara       |
| Bucium-Orlea         |                | Dacia Apulensis        | Transilvania      | Județul Hunedoara       |
| Bârla                |                | Dacia Porolissensis    | Transilvania      | Județul Bistrița-Năsăud |
| Băcăinți             |                | Dacia Apulensis        | Transilvania      | Județul Alba            |
| Bățălar              |                | Dacia Apulensis        | Transilvania      | Județul Hunedoara       |
| Capidava             |                | Moesia Inferior        | Dobrogea          | Județul Constanța       |
| Caransebeș           |                | Dacia Apulensis        | Transilvania      | Județul Caraș-Severin   |
| Casimcea             |                | Moesia Inferior        | Dobrogea          | Județul Tulcea          |
| Cataloi 1            |                | Moesia Inferior        | Dobrogea          | Județul Tulcea          |
| Cataloi 2            |                | Moesia Inferior        | Dobrogea          | Județul Tulcea          |
| Chinteni             |                | Dacia Porolissensis    | Transilvania      | Județul Cluj            |
| Chitid               |                | Dacia Porolissensis    | Transilvania      | Județul Cluj            |
| Cinciș-Cerna         |                | Dacia Apulensis        | Transilvania      | Județul Hunedoara       |
| Ciocadia             |                | Dacia Malvensis        | Oltenia           | Județul Gorj            |
| Clopotiva            |                | Dacia Porolissensis    | Transilvania      | Județul Cluj            |
| Cluj-Napoca          |                | Dacia Porolissensis    | Transilvania      | Județul Cluj            |
| Cârnești             |                | Dacia Apulensis        | Transilvania      | Județul Hunedoara       |
| Căbești              |                | Dacia Apulensis        | Transilvania      | Județul Hunedoara       |
| Cărbunari            |                | Dacia Apulensis        | Banat             | Județul Caraș-Severin   |
| Dalboșeț             |                | Dacia Apulensis        | Banat             | Județul Caraș-Severin   |
| Densuș 1             |                | Dacia Apulensis        | Transilvania      | Județul Hunedoara       |
| Densuș 2             |                | Dacia Apulensis        | Transilvania      | Județul Hunedoara       |
| Densuș 3             |                | Dacia Apulensis        | Transilvania      | Județul Hunedoara       |
| Dârjiu               |                | Dacia Apulensis        | Transilvania      | Județul Harghita        |
| Galicea Mare         |                | Dacia Malvensis        | Oltenia           | Județul Dolj            |
| Gârbou               |                | Dacia Porolissensis    | Transilvania      | Județul Sălaj           |
| Gârla Mare           |                | Dacia Malvensis        | Oltenia           | Județul Mehedinți       |
| Inlăceni             |                | Dacia Apulensis        | Transilvania      | Județul Harghita        |
| Jucu de Sus          |                | Dacia Porolissensis    | Transilvania      | Județul Cluj            |
| Miercurea Sibiului 1 |                | Dacia Apulensis        | Transilvania      | Județul Sibiu           |
| Miercurea Sibiului 2 |                | Dacia Apulensis        | Transilvania      | Județul Sibiu           |
| Miercurea Sibiului 3 |                | Dacia Apulensis        | Transilvania      | Județul Sibiu           |
| Mihăești             |                | Dacia Malvensis        | Oltenia           | Județul Olt             |
| Niculițel 1          |                | Moesia Inferior        | Dobrogea          | Județul Tulcea          |
| Niculițel 2          |                | Moesia Inferior        | Dobrogea          | Județul Tulcea          |
| Poșta 1              |                | Moesia Inferior        | Dobrogea          | Județul Tulcea          |
| Poșta 2              |                | Moesia Inferior        | Dobrogea          | Județul Tulcea          |
| Sarighiol de Deal    |                | Moesia Inferior        | Dobrogea          | Județul Tulcea          |
| Strei                |                | Dacia Apulensis        | Transilvania      | Județul Hunedoara       |
| Suceagu              |                | Dacia Porolissensis    | Transilvania      | Județul Cluj            |
| Sângătin             |                | Dacia Apulensis        | Transilvania      | Județul Sibiu           |
| Săcelu               |                | Dacia Malvensis        | Oltenia           | Județul Gorj            |
| Tibru                |                | Dacia Apulensis        | Transilvania      | Județul Alba            |
| Topolog 1            |                | Dacia Apulensis        | Transilvania      | Județul Hunedoara       |
| Topolog 2            |                | Moesia Inferior        | Dobrogea          | Județul Tulcea          |
| Turda                |                | Dacia Porolissensis    | Transilvania      | Județul Cluj            |
| Uroi                 |                | Dacia Apulensis        | Transilvania      | Județul Hunedoara       |
| Valea Lupului        |                | Dacia Apulensis        | Transilvania      | Județul Hunedoara       |
| Vințu de Jos         |                | Dacia Apulensis        | Transilvania      | Județul Alba            |
| Vlădila 1            |                | Dacia Malvensis        | Oltenia           | Județul Olt             |
| Vlădila 2            |                | Dacia Malvensis        | Oltenia           | Județul Olt             |
| Văleni               |                | Dacia Apulensis        | Transilvania      | Județul Harghita        |